# Liste des œuvres de science-fiction post-apocalyptique
Liste d'œuvres de science-fiction post-apocalyptique.
- Haut – A
- B
- C
- D
- E
- F
- G
- H
- I
- J
- K
- L
- M
- N
- O
- P
- Q
- R
- S
- T
- U
- V
- W
- X
- Y
- Z

## Livres post-apocalyptiques

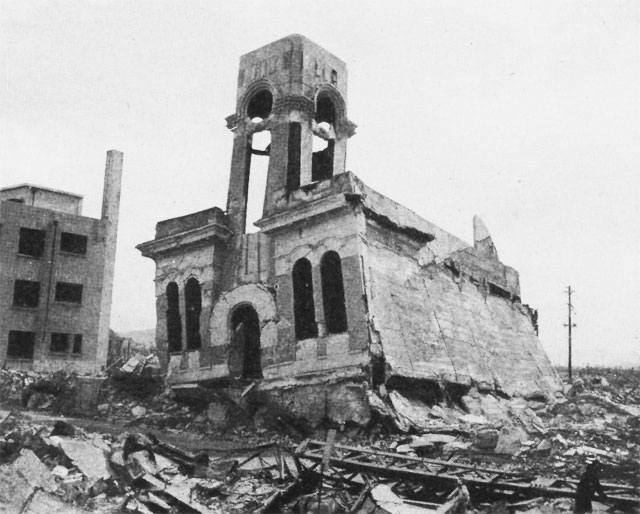
effets atomiques

### A
- À chacun ses dieux (1973), Clifford D. Simak
- A comme Alone (2005), Thomas Geha
- Alas,Babylon (1959), Pat Frank
- American Pandemonium (2016), Benjamin Hoffmann
- Anna (2016), Niccolo Ammaniti, Myriem Bouzaher
- L'Année du lion (2016), Deon Meyer
- Des anges mineurs (1999), Antoine Volodine
- Après le monde (2020), Antoinette Rychner
- Armageddon (2005), Robert Rankin
- L'Aube du visiteur (2005), Sheri S. Tepper
- La série Apocalyse Z (2008), Manel Loureiro
- La trilogie de L'Autoroute sauvage (1976), Gilles Thomas, alias Julia Verlanger
- L'Autre Moitié de l'homme (1975), Joanna Russ
- La série Autumn, David Moody
- La Vérité avant-dernière, (The Penultimate truth), 1964, Philip K. Dick
- L'Aveuglement (1995) Jose Saramago
- Après l'effondrement : Dernier départ (2019), Christophe Martinolli
- Après l'homme, les animaux du futur (After Man : A Zoology to the Future), de Dougal Dixon (en), 1981

### B
- Barbe-Grise (en) (1964), Brian Aldiss
- The Big O: Paradigm Noise (2003), de Hiroki Taniguchi
- Blackout de Marc Elsberg
- Blue (1982), Joël Houssin
- Brother in the Land (1984), Robert Swindells
- By the waters of Babylon (1937), Stephen Vincent Benét

### C
- Canyon Street (1978), Pierre Pelot
- Les Cavernes du Sommeil (Phoenix, 1967), Richard Cowper
- Cellulaire (Cell, 2006), Stephen King
- Les Chaînes de l'avenir (The World Jones made, 1956), Philip K. Dick
- Le Cheval roux (1953), Elsa Triolet
- Chroniques du Pays des Mères (1992), Elisabeth Vonarburg
- Ciel brûlant de minuit (1995), Robert Silverberg
- Cité de la mort lente (2005), Daniel Walther
- La Cité et les Astres (1956), Arthur C. Clarke
- La trilogie:La cité surgie des cendres, Ceux qui viennent du ciel et Dernier espoir, Geoffrey Legrand
- City (1983), Joël Houssin
- La trilogie : Le Clan Costa (2011-2018), Laurent Whale
- La série La Compagnie des glaces (1982-2001), Georges-Jean Arnaud
- La Couronne de fer (roman) (2006), André Caroff
- CyberPan (2003), Fabrice Colin
- Cygnis (2010), Vincent Gessler

### D
- Dans les larmes de Gaïa (2003), Nathalie Le Gendre
- Dans la forêt (1996), Jean Hegland, Gallmeister (trad. française 2017)
- La série Deathlands (1986-2007), Christopher Lowder et Laurence James (sous le pseudonyme de James Axler), non traduite en français
- Demain les chiens, (City, 1944), Clifford Donald Simak
- Demain les loups (1966), Fritz Leiber
- Le Dernier Homme (1805), Jean-Baptiste Cousin de Grainville
- Le Dernier Homme (2003), Margaret Atwood
- Le Dernier Homme (The Last Man, 1826), Mary Shelley
- Le Dernier Pilote (1984), Paul-Jean Hérault
- Le Dernier Rivage ou Sur la plage (On the Beach, 1957), Nevil Shute
- Les Derniers Hommes (1999-2000), Pierre Bordage
- Deus Irae (1976), Philip K. Dick et Roger Zelazny
- De Visu (2009), Jim Crace
- La série Doomsday Warrior, Ryder Stacy, non traduite en français
- Dr Bloodmoney (Doctor Bloodmoney, or How we got Along after the Bomb, 1965), Philip K. Dick

### E
- L'Effet domino (2010), Alex Scarrow
- En approchant de la fin (Getting near the end, 2000), Andrew Weiner
- La Coupole (2017)- Tome 1, Les Nouveaux Temps, Céline Saint Charle
- La série Endworld, David Robbins
- Enfin la nuit, Camille Leboulanger (l'Atalante, 2011)
- L'été-machine (Summer-engine, 1979), John Crowley
- L'Ere du Vent, (2011), Pierre Bameul
- L'exilé de Gandahar, (2005), Jean-Pierre Andrevon et Caza
- La série L'Épreuve, (titre original : The Maze Runner, 2009-2015),James Dashner

### F
- Le Facteur (1985), David Brin
- Fausse Aurore (roman) (1978), Chelsea Quinn Yarbro
- Les Fils de l'homme (1992), P. D. James
- La Fin du Rêve (The end of the dream, 1972), Philip Wylie
- Final Blackout (1992), L. Ron Hubbard
- La série Fire Brats, Barbara Siegel et Scott Siegel, non traduite en français
- La Flamme noire (The Black Flame, 1934) , Stanley G. Weinbaum
- Le Fléau (The Stand, 1978), Stephen King
- La Forêt d'Iscambe (1980), Christian Charrière
- Futur fleuve (2011), Emmanuel Rabu
- La série Les Futurs Mystères de Paris (1996-2001), Roland C. Wagner

### G
- Génocides (1965), Thomas Disch
- Le Goût de l'immortalité (2005), Catherine Dufour
- Gros Temps (Heavy Weather, 1994), Bruce Sterling
- La Guerre des mouches (1938), Jacques Spitz

### H
- Le cycle de Hawkmoon (1967-1975), Michael Moorcock
- Hier, les oiseaux (1976), Kate Wilhelm
- Héritiers des Étoiles (1977), Clifford D. Simak
- Homo disparitus (2007), Alan Weisman
- Horizon vertical (Farewell horizontal, 1989), K.W. Jeter
- The Hunger Games (trilogie), T1 Hunger Games (VO : 2008), T2 L'Embrasement (VO : 2009), T3 La Révolte (VO : 2010) de Suzanne Collins

### I
- Inferno, Fred Hoyle
- Inner City (roman) (1996), Jean-Marc Ligny

### J
- Je suis une légende (1954), Richard Matheson
- Le Jeu de Cuse (2008), Wolfgang Jeschke
- Le cycle de Jherek Carnelian (1972-1976), Michael Moorcock

### L
- La série L'Oiseau Blanc de la Fraternité, Richard Cowper
- Le Jour des Fous (All fool's day, 1966), Edmund Cooper
- Le Jour des Triffides (1951), John Wyndham
- Les cerises au printemps (2019), Pierrick Houbart
- Les Lames Sauvages (2017), Florian Baude
- Le Lard bleu (1999), Vladimir Sorokine
- La série The last Ranger, Craig Sargent, non traduite en français
- Le lendemain de la machine (1951), Francis G. Rayer
- Let out the beast, Leonard Fischer
- Londres engloutie (1885), Richard Jefferies
- Lord Gamma (2003), Michael Marrak
- Lucifer's Hammer (1977), de Jerry Pournelle et Larry Niven

### M
- Malevil (1972), Robert Merle
- Malboire (2018), Camille Leboulanger
- Le Manuscrit Hopkins (The Hopkins Manuscript, 1939), R.C. Sherriff
- La Mère des tempêtes (1994), John Barnes
- Métro 2033 (2005), Dmitri Gloukhovski
- Métro 2034 (2009), Dmitri Gloukhovski
- Métro 2035 (2015), Dmitri Gloukhovski
- Le Monde aveugle (1961), Daniel Galouye
- la série Le Monde de Fernando (2005-2008), Hervé Thiellement
- Le Monde enfin (2006), Jean-Pierre Andrevon
- Le Monde vert (1962), Brian Aldiss
- Les Montagnes Du Soleil (1972), Christian Léourier
- La Mort blanche (1982), Franck Herbert
- La Mort de la Terre (1910), J.-H. Rosny aîné
- Mosa Wosa (2004), Nathalie Le Gendre
- Mr Adam (1946), Pat Frank
- Le Mur invisible (1963) de Marlen Haushofer

### N
- Niourk (1957), Stefan Wul
- Niveau 7 (Level 7, 1959), Mordecai Roshwald

### O
- la trilogie Océania (2007, 2007 et 2008), Hélène Montardre
- Out of the ashes, William W. Johnstone
- La série The Outsider, Richard Harding, non traduite en français

### P
- Panique année zéro (1962) de Ray Milland
- Le palais du déviant (1987), Tim Powers
- La Parabole du semeur (1993), Octavia Butler
- Parole de message d'espoir, Stéphane Florent
- La Peste écarlate (1912), Jack London
- La Peur géante (1957), Stefan Wul
- La série Phoenix, David Alexander, non traduite en français
- La série Phénix, Bernard Simonay
- Le cycle des Pierre de sang (Chronicles of the Jerusalem Man, 1987-1994), David Gemmell
- Plop de Rafael Pinedo (2002)
- Stalker (parfois sous-titré Pique-nique au bord du chemin) (1972), Arcadi et Boris Strougatski
- La Planète des singes (1963), Pierre Boulle
- le cycle Polaris (1997-2001), Philippe Tessier
- La Possibilité d'une île (2005), Michel Houellebecq
- Le Prophète perdu (Some will not die, 1961), Algis Budrys

### Q
- Quand ton cristal Mourra.(Logan's Run, 1967), traduit aussi sous le titre L'Âge de cristal, William F.Nolan et George Clayton.
  - Suites:Retour à l'âge de Cristal (Logan's World, 1977); (inédit en français)
  - Logan's Search (1980);Logan's Return (2000); (inédit en français)
  - Logan's Chronicles (2003), William F. Nolan; (inédit en français)
- La série des Quatre catastrophes de James G. Ballard:
  - Le Monde englouti (1962);
  - Le Vent de nulle part (1962);
  - Sécheresse (1965);
  - La Forêt de cristal (1966).
- Quinzinzinzili (1935), Régis Messac

### R
- La quadrilogie Radix (1981-1989), Alfred Angelo Attanasio
- La série Ranger, D.B.Drumm, pseudonyme de Ed Naha et John Shirley
- Ravage (1943), René Barjavel
- Le Rat blanc (1972), Christopher Priest
- Rayée (2024), Audrey Pleynet
- Rinocerox (1992), Serge Brussolo
- Le Rivage Oublié (1984), Kim Stanley Robinson

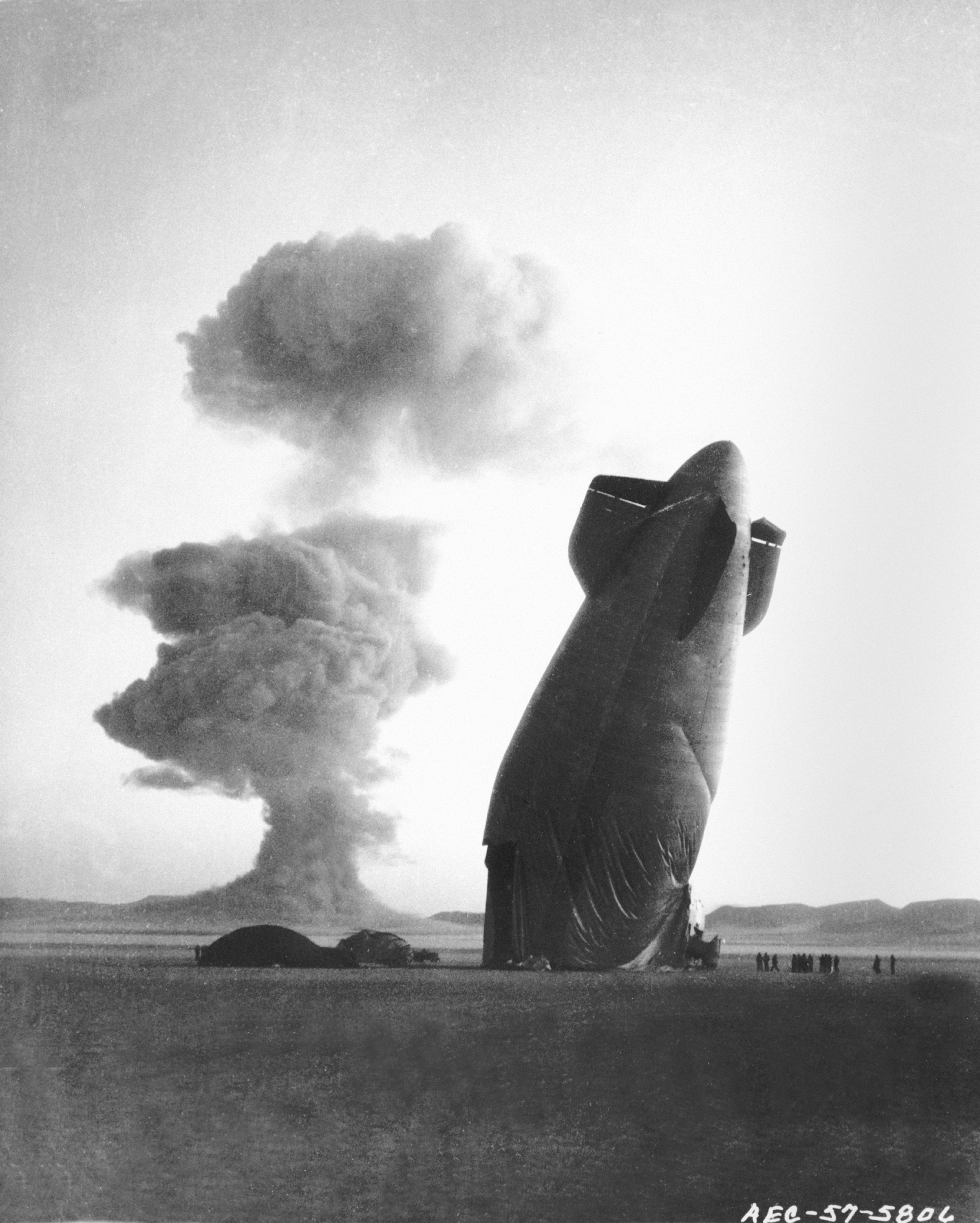
Barrage balloon

- Rouge sang (2002), Melvin Burgess
- Route 666, (Damnation Alley, aussi traduit sous le titre de Les Culbuteurs de l'Enfer, Roger Zelazny, 1966)
- La Route (The Road, 2006), Cormac McCarthy, Prix Pulitzer 2007
- Royaume Désuni (2003), James Lovegrove

### S
- Salut l'Amérique ! (1981), James Graham Ballard
- Le Serpent du rêve (1978), Vonda McIntyre
- Sheol (1976) , Jean-Pierre Fontana
- Silo (2011), Hugh Howey
- La trilogie Spinoza encule Hegel (1983,1998 et 2006), Jean-Bernard Pouy
- Sprague (2004), Rodolphe
- Star Man's Son (1952), Andre Norton
- Station Eleven (2014), Emily St. John Mandel
- La série Le Survivant (1985-1993), Jerry Ahern (en)
- Les survivants de l'Humanité (2004), Jean-Marc Lofficier et Randy Lofficier
- Roch Saüquere, Vivre et mourir dans la matrice artificielle, 2015.

### T
- Terminus radieux (2014), Antoine Volodine
- Terre brulée (1956), John Christopher
- Terre champ de bataille (1985), L. Ron Hubbard
- La Terre demeure (titre original : Earth Abides) (1949), George R. Stewart
- La Théorie des dominos (2007), Alex Scarrow
- Toi l'immortel (1966), Roger Zelazny
- Les Tours de Samarante (2008), Norbert Merjagnan
- Traveler, D.B.Bruss
- Le Troupeau aveugle (1972), John Brunner

### U
- Un cantique pour Leibowitz (1961), Walter M. Miller, suivi de L'Héritage de saint Leibowitz (1996-2000), Walter M. Miller  et Terry Bisson
- Une seconde après (en) (2009), William R. Forstchen
- U4 (2015) : série romanesque comportant cinq livres différents (une épidémie mondiale a décimé 90% de la population ; seuls les adolescents restant vivants). Quatre auteurs ont participé à la création de ces livres post-apocalyptiques: Vincent Villeminot, Carol Trébor, Florence Hinckel et Yves Grevet.

### V
- La vallée des 9 cités (2008), Bernard Simonay
- Le Voyage d'Anna Blume (1989), Paul Auster
- Vampire Winter, Loïs Tilton
- La Veillée de Newton (2006), Ken MacLeod
- Vicilisation, La Chute (2011), Chris Antone
- La série Le Virus Morningstar (2006-2012), Z. A. Recht

### W - X - Y - Z
- Wonderful (2001), David Calvo
- World War Z (2006), roman de Max Brooks, sorti en France en 2009

### Z
- Z comme Zacharie (1986), Robert C. O'Brien

## Pièces de théâtre post-apocalyptiques
- Pièces de guerre (1985), Edward Bond;
- Nos amis les humains (2003), Bernard Werber.
- Anamnèse de la chair (2018), Olivier Cotte.

## Guides de survie post-apocalyptiques
- Fallout Protection (1961), Département de la Défense et Office de la Défense Civile des États-Unis ;
- Nuclear War Survival Skills (1979), Cresson Kearny ;
- Protect and Survive (1980), Gouvernement britannique ;
- Life after Doomsday:a survivalist guide to nuclear war and other major disasters. (1980), Bruce D. Clayton ;
- Manuel de survie.Catastrophes naturelles, risques technologiques, attentats.Comment réagir. (2002), Yves Tyrode, Jean-Luc Queyla, Noël Couesnon et Stéphane Bourcet ;
- Guide de survie en territoire zombie (The Zombie Survival Guide: Complete Protection from the Living Dead., 2003), Max Brooks, parodie de guide de survie ;
- Survivre à l'effondrement économique (2011), Piero San Giorgio.

## Livre-jeupost-apocalyptique
- Le Combattant de l'autoroute (1985), Ian Livingstone

## Films post-apocalyptiques
Voir l’article Liste de films post-apocalyptiques

## Télévision
Certaines séries et feuilletons se déroulent entièrement dans un monde post-apocalyptique, certaines autres n'ont que quelques épisodes se déroulant exceptionnellement dans ce décor particulier.

### Séries
- After War Gundam X (Japon, 1996)
- L'Âge de cristal (États-Unis, 1977-1978)
- Ark II (États-Unis, 1976).
- Arok le barbare (États-Unis, 1980-1982), série d'animation.
- The Big O (Japon, 1999-2000), puis The Big O 2 (Japon, 2003), séries d'animation.
- Blue Gender (Japon, 1999-2000), série d'animation.
- Chris Colorado (France, 2000), série d'animation.
- La Compagnie des glaces (France/Belgique/Canada, 2007)
- Conan, le fils du futur (Japon, 1978), série d'animation.
- The Day of the Triffids (Grande-Bretagne, 1981), 6 épisodes.
- Dead Set (Grande-Bretagne, 2008), 5 épisodes.
- Desert Punk (Japon, 2004-2005), série d'animation.
- Dominion (2014-2015)
- Dominion Tank Police (Japon, 1988), puis New Dominion Tank Police (Japon, 1993-1994) et Tank S.W.A.T. 01 (Japon, 2006), série d'animation OAV
- Earth 2 (États-Unis, 1994-1995)
- L'Effondrement (2019) du collectif Les Parasites.
- Ergo Proxy (Japon, 2006), série d'animation.
- Falling Skies (États-Unis, 2011-2015)
- Fallout (États-Unis, 2024-)
- Fear the Walking Dead (États-Unis, 2015-)
- Le Fléau (États-Unis, 1994), 6 épisodes de 60 minutes.
- Le futur sera sauvage (Grande-Bretagne, 2002), série d'animation.
- Gunnm (Japon, 1993)
- Highlander (France/Canada, 1994)
- Jeremiah (États-Unis, 2002-2004), adaptation de la bande dessinée, Joe Michael Straczynski
- Jericho (États-Unis, 2006-2008), Stephen Chbosky et Jon Turteltaubet
- Kami-sama no Inai Nichiyōbi (Japon, 2013), série d'animation
- Ken le Survivant (Japon, 1987-1997), série d'animation
- Les 100 (États-Unis, 2014-2020)
- The Last Train ou Cruel Earth (Grande-Bretagne, 1999)
- The Last Ship (États-Unis, 2014-2018)
- Les Mondes engloutis (France, 1985), série d'animation.
- Neon Genesis Evangelion (Japon, 1995-1996), série d'animation.
- Les Nomades du futur (Australie, 1999-2000), 52 épisodes de 25 min, Jonathan M. Shiff
- L'Odyssée fantastique ou imaginaire (Canada, 1992-1994)
- Odyssey 5 (États-Unis, 2002-2004)
- La Planète des singes (série télévisée) (États-Unis, 1974), 14 épisodes de 47 min
- Play for Today (Grande-Bretagne, 1970-1984)
- RahXephon (Japon, 2002), série d'animation.
- Raised by Wolves (Etats-Unis, 2020-)
- Return to the Planet of the Apes (États-Unis, 1975), série d'animation en 13 épisodes de 30 min.
- Revolution (États-Unis, 2012-2014)
- Silo (USA, 2023-), adaptée des romans de Hugh Howey.
- Skyland (France/Luxembourg/Canada, 2005-2007)
- Spiral Zone (États-Unis, 1987), série d'animation.
- Survivors (Grande-Bretagne, 1975-1977), remake avec le même titre en 2008.
- La Tribu (Grande-Bretagne/Nouvelle-Zélande, 1999-2003).
- The Tripods (Grande-Bretagne/Australie, 1984-1985)
- Visionaries: Knights of the Magical Light (États-Unis/Japon, 1987), série d'animation.
- The Walking Dead (États-Unis, 2010-)
- The Walking Dead: World Beyond (Etats-Unis, 2020-)
- Wolf's Rain (Japon, 2003-2004), série d'animation.
- Woops! (États-Unis, 1992)
- Z Nation (États-Unis, 2014-2018)

### Épisodes
- Les Maîtres de l'horreur, épisode La Danse des morts (Dance of the Dead, Tobe Hooper, États-Unis/Canada, 2005)
- Sanctuary, saison 2, épisode 5 Pavor Nocturnus

## Bandes dessinéespost-apocalyptiques
- 7 Seeds de Yumi Tamura

Test nucleaire dit « Crossroads Baker » de 21kT

- Afterburn, comic de Paul Ens et Scott Chitwood (scénario) et Wayne Nichols (dessin)
- L'Âge de cristal, série publiée par les éditions Arédit/Artima en 1978.
- Agharta de Takaharu Matsumoto
- Akira de Katsuhiro Otomo
- Animal'z d'Enki Bilal
- Apocalypse de Loïc Malnati
- Apocalypse Mania de Philippe Aymond et Laurent-Frédéric Bollée
- Appleseed de Masamune Shirow
- Après la bombe, série de Bonvi
- Ardeur, série de Daniel Varenne (scénario) et Alex Varenne (dessin)
- Arkeod de Nicolas Mitric
- Armalite 16, précédée de Marseil de Michel Crespin
- Axa comic de Avenell et Romero.
- Basara de Yumi Tamura
- Beatifica blues de Jean Dufaux (scénario) et Griffo (dessin)
- Biomega, série manga de Tsutomu Nihei
- Blue et Phantom de Joël Houssin (scénario) et Philippe Gauckler (dessin)
- BLAME ! de Tsutomu Nihei
- Les cavaliers de l'Apocalypse de Tarek et Angel Bautista
- Ceux qui ont des ailes manga de Natsuki Takaya
- Le Chasseur d'Eclairs, série de Kenny Ruiz
- Chats de Didier Convard
- Chirality manga de Satoshi Urushihara
- Chrome de Patrick Pion
- Chroniques de la terre fixe de Caza
- Chroniques de l'ère Xenozoïque, série de Mark Schultz
- Les Chroniques de Magon de Nicolas Jarry, Guillaume Lapeyre, Elsa Brants
- La Cité des secrets de James Mc Kay
- La Compagnie des glaces (bande dessinée)
- Crache, le dernier homme sur Terre de Eric Gratien et Khéridine
- Les Croqueurs de sable, série de Joly Guth
- Curse of the Spawn de Alan McElroy (scénario) et Clayton Crain (dessin)
- Dans l'ombre du soleil, série de Thierry Smolderen et Colin Wilson
- Les Dérivantes de Laurent André
- La Dernière Récré, de Carlos Trillo (scénario) et Horacio Altuna (dessin)
- Le Déserteur (bande dessinée) de Obion et Kris
- Desert Punk manga de Masatoshi Usune
- Dominion de Masamune Shirow
- Doomsday Squad comic
- Dorohedoro manga de Q Hayashida
- Dragger, série de Carlos Trillo (scénario) et Domingo Mandrafina (dessin)
- Dragon head manga de Minetaro Mochizuki
- Druuna de Paolo Eleuteri Serpieri
- Eatman, série manga de Akihito Yochitomi
- Les Eaux de Mortelune de Philippe Adamov et Patrick Cothias
- Eden manga de Hiroki Endo
- Edinalta de Didier Convard
- Les Enfants d'Ève, série de Bernard Werber (scénario) et Eric Puech (dessin)
- Entre-Monde, série de Yanouch (scénario) et (dessin)
- Étoile du Chagrin, série de Kazimir Strzepek
- Evangelion manga de Yoshiyuki Sadamoto
- Ex-Mutants comic de David Lawrence (scénario) et Ron Lim (dessin)
- Factory de Yacine Elghorri
- Felicidad, série de Thomas Mosdi (scénario) et Vincent Froissard (dessin)
- Femme sauvage, de Tom Tirabosco, Futuropolis, 2019  (ISBN 9782754824569).
- Finkel de Christian Gine (dessin) et Didier Convard (scénario)
- Gangrène de Carlos Trillo (scénario) et Juan Gimenez (dessin)
- Les Gardiens du Maser, série de Massimiliano Frezzato
- Gipsy, série de Thierry Smolderen (scénario) et Enrico Marini (dessin)
- Gone with the Blastwave de Kimmo Lemetti
- Gratin de Alec Severin
- Gunman de Gabriel Delmas (scénario) et Yacine Elghorri (dessin)
- Gunnm, Gunnm Gaiden et Gunnm Last Order mangas de Yukito Kishiro
- Hammerboy manga de Huh Young Man
- Highschool of the Dead, manga de Daisuke Sato (scénario) et Shouji Sato (dessins)
- Hombre, série de José Ortiz et Antonio Segura
- H.O.P.E. de Alain Janolle
- Hulk : Futur imparfait, de Peter David (scénario) et George Perez (dessin)
- Hybrides de Séraphine Claeys (dessins) et Thierry Smolderen (scénario)
- Iberland, série de O. De Angelis (scénario) et Franco Saudelli (dessin)
- L'Idole et le Fléau de Laurent-Frédéric Bollée (scénario) et Igor Kordey (dessin)
- Jason Muller de Claude Auclair (dessin) et Jean Giraud (scénario)
- Jeremiah, série de Hermann
- Judge Dredd de John Wagner et Carlos Ezquerra
- Just a Pilgrim de Carlos Ezquerra (dessin) et Garth Ennis (scénario)
- Kamandi, série de Jack Kirby
- Kamiyadori manga de Kei Sanbe
- Ken le Survivant manga de Tetsuo Hara (dessin) et Buronson (scénario)
- Killraven
- Kronos de Loredano Ugolini
- The Last American comics
- Le lendemain du monde de Olivier Cotte (scénario) et Xavier Coste (dessin)
- Lettre aux survivants de Gébé
- Little Mad Max, parodie de Bill Griffith
- Lomm, série de TBC
- Marée Basse de Daniel Pecqueur (scénario) et Jean-Pierre Gibrat (dessin)
- Marvel Zombies comics
- Les Mémoires mortes, série de Denis Bajram et Valérie Mangin (scénario) et Lionel Chouin (dessin)
- Le Monde d'Arkadi de Caza
- Monde mutant, série de Jan Strnad et Richard Corben
- Les Mondes de Luz, série de Antonio Navaro
- Mother Sarah, série manga de Katsuhiro Otomo et Takumi Nagayasu
- Nausicaä de la vallée du vent, série de Hayao Miyazaki
- Neige, série de Christian Gine (dessin) et Didier Convard (scénario)
- Nosferatu de Philippe Druillet
- La Nuit de Philippe Druillet
- Omega Complex, manga de Izu (scénario) et Shonen (dessin)
- Passer l'hiver de Marc Lizano (scénario) et Vincent Rioult (dessin)
- Période glaciaire de Nicolas de Crécy
- Persécution de Fernando Rubio (dessin) et un collectif de scénaristes
- Petit guide pratique, ludique et illustré de l'effondrement, de Yann Girard et Émile Bertier, Éditions Bandes détournées, 2019  (ISBN 9782956690610).
- Phantom de Lee Ki-Hoon (scénario) et Cho Seung-Yup (dessin)
- La Planète des singes, série comics publiée par les éditions Lug dans les années 1970-1980
- Point de rupture de Carlos Trillo (scénario) et Eduardo Risso (dessin)
- La Porte écarlate, de Olivier Ledroit
- Le prisonnier des étoiles, série de Alfonso Font
- Prophet, série de Xavier Dorison (scénario) et Mathieu Lauffray (dessin)
- Punisher : La Fin de Garth Ennis (scénario) et Richard Corben (dessin)
- Les Quatre Voyages de Juan Buscamares, série de Félix Vega
- Rage de Nicolas Tackian et Lim Kwang Mook
- Le Régulateur de Éric Corbeyran (scénario) et Marc Moreno (dessins)
- Relayer, série de Eric Liberge (scénario) et Vincent Gravé (dessin)
- Samba Bugatti, série de Jean Dufaux (scénario) et Griffo (dessin)
- Saraï, série de Masahiro Shibata
- Scout comics de Timothy Truman
- Septentryon, série de André Houot
- Seuls de Fabien Vehlmann (scénario) et Bruno Gazzotti (dessin)
- Simon du Fleuve, série de Claude Auclair
- Solitaire, de Bob Van Laerhoven (scénario) et Marvano (dessin)
- Sombre futur, de Zhang Xiaoyu
- Spirit of the Sun, série manga de Kaiji Kawaguchi
- Stanle manga de Chang-Sheng
- Storm, série, dessins de Don Lawrence
- Stratos de Miguelanxo Prado
- Survivant, série de Takao Saito
- La Survivante, série de Paul Gillon
- Tanatha, série de Patrick Cothias (scénario) et Dominique Hé (dessin)
- Tank Girl de Jamie Hewlett (dessins) et Alan Martin (scénario)
- Le Temps des loups, série de Christophe Bec
- Une partie de la série Terminator (comics).
- La Terre de la bombe, série de René Durand (scénario) et Georges Ramaïoli (dessin)
- Les Toyottes, série de Raoul Cauvin (scénario) et Louis-Michel Carpentier (dessin)
- Le Transperceneige, série de Jacques Lob et Jean-Marc Rochette
- Trigun, série manga de Yasuhiro Nightow
- Trinity Blood, série manga de Sunao Yoshida (scénario) et Kiyo Kyujo (dessin)
- Valérian et Laureline, série de Pierre Christin (scénario) et Jean-Claude Mézières (dessin)
- Vampyre I de Suehiro Maruo
- Vic et Blood, de Richard Corben et Harlan Ellison
- Violence Jack (バイオレンス ジャック - Baiorensu Jakku) de Go Nagai
- La Voie du silence de Nicolas Mitric
- Waki, de Claude-Jacques Legrand (scénario) et Luciano Bernasconi (dessins)
- The Walking Dead (comic) de Robert Kirkman (scénario), Tony Moore et Charlie Adlard (dessin)
- Witness 4, série de Erik Arnoux et Chrys Millien
- Yiu, série de Téhy et JmVee (scénario), Nicolas Guenet et Jérôme Renéaume (dessin)
- Y, le dernier homme, série de Brian K. Vaughan (scénario) et Pia Guerra (dessin)
- Les Zombies qui ont mangé le monde de Jerry Frissen (scénario) et Guy Davis (dessin)
- Zone sinistrée, série de Zalozabal

## Jeux de rôle post-apocalyptiques
- After the Bomb, 1986/2001
- Aftermath, 1981
- Apocalypse World, 2010
- Bitume, 1986
- Cendres, 2002
- Dark Earth, 2003
- Larmes de rouille, 2005
- Le jeu de rôle de la compagnie des glaces, 1986
- Polaris, 1997
- Rifts, 1990, et Chaos Earth, 2003
- Tribe 8, 1998
- Vermine, 2005

## Jeux vidéo post-apocalyptiques
- Bad Max (1985)
- Hokuto no Ken (1986)
- Wasteland (1988)
- Toute la saga Fallout (1997-2018)
- KKND (1997-1998)
- The Legend of Zelda : the Wind Waker (2002)
- The Fall: Last Days of Gaia (2004)
- Shadow Vault (2006)
- Hellgate : London (2007)
- Rage (2007)
- S.T.A.L.K.E.R.: Shadow of Chernobyl (2007)
- Prototype (2009)
- Metro 2033 (2010)
- Mass Effect 2, 2010
- Mass Effect 3, 2012
- I Am Alive (2012)
- Prototype 2 (2012)
- Spec Ops: The Line (2012)
- The Walking Dead (2012)
- The Last of Us (2013)
- Call of Duty: Ghosts (2013)
- Remember Me (2013)
- Crysis 3 (2013)
- Metro: Last Light (2013)
- Destiny (2014)
- Wasteland 2 (2014)
- Mad Max (2015)
- The Technomancer (2016)
- The Legend of Zelda : Breath of the Wild (2017)
- Horizon Zero Dawn (2017)
- Nier: Automata (2017)
- Best Sniper Legacy (2019)
- Fortnite (2017)
- Far Cry: New Dawn (2019)
- Days Gone (2019)
- Rage 2 (2019)
- Death Stranding (2019)
- Metro : Exodus (2019)
- The Last of Us : Part II (2020)
- Cyberpunk 2077 (2020)
- Enslaved: Odyssey to the West (2010)
- Horizon Forbidden West (2022)
- Légendes Pokémon: Arceus (2022)

## Jeux surInternetpost-apocalyptiques
- Cybercity 2034
- Fractal : L'Ordre dans le Chaos
- L'ère de feu
- Second Eveil
- Apocalypse's Dove
- Hordes

## Chansons post-apocalyptiques
- Computers don't blunder du groupe punk-rock The Exploited
- Plus rien des Cowboys fringants
- plusieurs titres du groupe Nuclear Assault
- Fais attention. du groupe punk-rock Oberkampf
- Casi el silencio du groupe Matmatah
- 28 ans plus tard, tirée de Coup de grisou de Redbong
- les chansons du groupe Space Jahourt
- Armageddon, Le Peuple de l'Herbe
- Il y avait une ville, Claude Nougaro
- L'album complet The last hope du groupe de métal post-apocalyptique Last Territory
- The Things We Believe In, du groupe de metal Orden Ogan